# Universitätsbibliothek der Humboldt-Universität zu Berlin
Die Universitätsbibliothek der Humboldt-Universität zu Berlin ist die wissenschaftliche Bibliothek der Humboldt-Universität zu Berlin. Sie ist mit 6,5 Millionen Bänden eine der größten Universitätsbibliotheken Deutschlands. Sie entstand nach dem Vorbild der Diözesanbibliothek Münster.

## Gliederung
Die Bibliothek ist einschichtig gegliedert in eine Zentralbibliothek, neun Zweigbibliotheken, von denen zwei jeweils eine Teilbibliothek unterhalten, und das Universitätsarchiv.
Herzstück ist die Zentralbibliothek, die in einem 2009 fertiggestellten Neubau – dem Jacob-und-Wilhelm-Grimm-Zentrum – untergebracht ist. Sie ist auch für die historischen Buchbestände wie die private Arbeitsbibliothek der Brüder Grimm zuständig. Auf dem Campus Adlershof befindet sich die Zweigbibliothek Naturwissenschaften mit rund 400.000 Bänden, die im Jahr 2003 durch die Zusammenlegung der Zweigbibliotheken Chemie, Geographie, Mathematik/Informatik, Physik und Psychologie entstanden ist.

## Bestände
Die Bibliothek verfügt insgesamt über rund 6,5 Millionen Bücher und rund 9.000 laufende Zeitschriften. Sie betreut zudem die Sondersammelgebiete „Volks- und Völkerkunde“ und „Hochschulwesen. Organisation der Wissenschaften und ihrer Einrichtungen“ sowie wertvolle historische Sammlungen wie z. B. Teile der sprachwissenschaftlichen Bibliothek Wilhelm von Humboldts, dem Archiv des literarischen Sonntagsvereins "Tunnel über der Spree" und die ehemalige Privatbibliothek von Jacob und Wilhelm Grimm.

## Geschichte

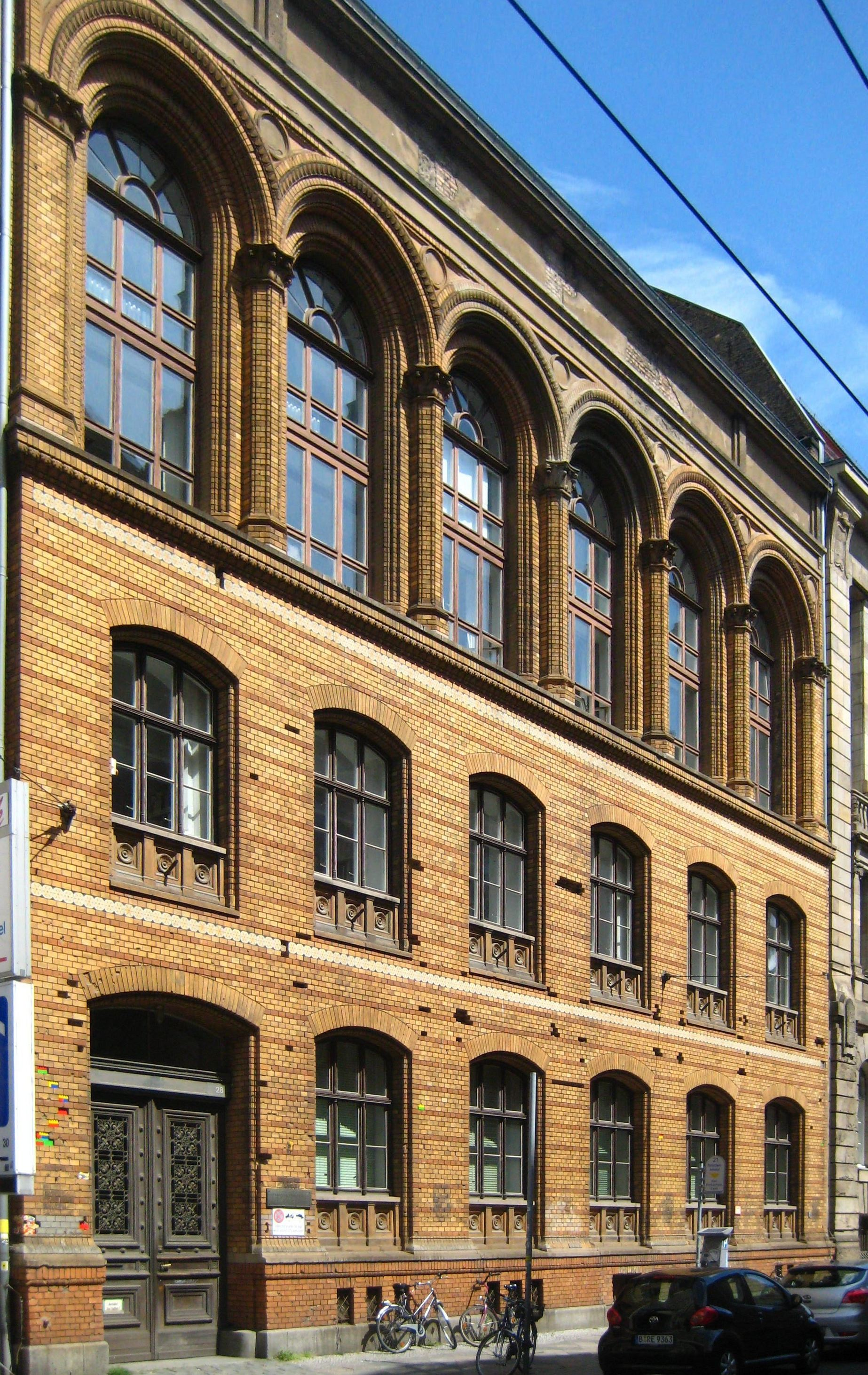
Ehemalige Universitätsbibliothek in der Dorotheenstraße

Die Mitbenutzung der Königlichen Bibliothek durch die 1809 gegründete Universität genügte bald nicht mehr den Anforderungen des Lehrbetriebs. Im Jahre 1831 wurde daher eine vollkommen neue Universitätsbibliothek angelegt, die, bis 1898 noch von der Königlichen Bibliothek verwaltet, ein Jahr später mit 1668 Bänden in Betrieb genommen wurde. Zunächst war sie im Doublettenzimmer im Obergeschoss der Königlichen Bibliothek untergebracht. Es folgten zwei Umzüge: 1839 in den Adlerschen Saal Unter den Linden 76 und 1854 in die Taubenstraße 29. 1835 reichte Karl Friedrich Schinkel einen Entwurf zu einem neuen Bibliotheksgebäude ein, der aber aus Kostengründen nicht realisiert wurde. In den ersten Jahrzehnten ihres Bestehens verfügte die Universitätsbibliothek nur über einen geringen Etat zum Kauf von Büchern und vergrößerte sich hauptsächlich durch Pflichtexemplarregelungen und die Übernahme von Gelehrtenbibliotheken. Erst Ende der 1870er-Jahre wurde ihr ein fester Etat im Staatshaushalt zugebilligt. Anfang des 20. Jahrhunderts konnte sie, dank mehrerer Sonderzuweisungen und der Einführung einer Bibliotheksgebühr, ihre Lücken schließen.
Von 1871 bis 1874 entstand nach dem Entwurf des Architekten Paul Emanuel Spieker der Neubau eines eigenen Bibliotheksgebäudes in der Dorotheenstraße 9 (später Nr. 28). Es ist ein schlichter Backsteinbau in Rundbogenarchitektur. Heute befindet sich in dem Gebäude das Kunsthistorische Seminar. Ab 1900 wurde auch das Nachbargebäude Dorotheenstraße 10 genutzt. Nach dem Abriss der alten Kunstakademie Unter den Linden begann der Bau eines gemeinsamen Gebäudes nach einem Entwurf Ernst von Ihnes für die Akademie der Wissenschaften, die Königliche Bibliothek und die Universitätsbibliothek, das den gesamten Häuserblock der Straße Unter den Linden, der Universitäts-, Dorotheen- und Charlottenstraße einnahm. Der Eingang der Universitätsbibliothek befand sich in der Dorotheenstraße. Im April 1910 konnte die Universitätsbibliothek provisorische Räume für Benutzung, Kataloge und Verwaltung in der Universitätsstraße 7 sowie ihre bereits fertiggestellten Magazingeschosse beziehen. 1922 erfolgte der Einzug in die endgültigen Räume in der Dorotheenstraße, in deren Zentrum ein Lesesaal mit 296 Arbeitsplätzen und eine Handbibliothek von 30.000 Bänden standen.
Während der Zeit der Weimarer Republik verfügte sie bereits über 831.934 Bände (1930) und gehörte damit in die Spitzengruppe der Preußischen Universitätsbibliotheken. Die Entleihungen außer Haus erreichten mit über 200.000 Bänden ein beträchtliches Niveau.
Der an der Berliner Universität durchgeführten Bücherverbrennung im Jahr 1933 fielen keine Bände der Universitätsbibliothek zum Opfer und auch im Zweiten Weltkrieg waren die Verluste und Schäden an Büchern eher gering, obwohl die Bestände wegen der Fortsetzung des Lehrbetriebs im Zentrum Berlins verblieben waren. Deshalb verfügt die Bibliothek heute über einen homogenen Bestand.
In der DDR wurden die vielen Zweigbibliotheken zentralisiert und auch nach der Wende im Jahre 1989 wurde das aufgebaute einschichtige Bibliothekssystem beibehalten, fächerübergreifende Zweigbibliotheken gebildet und zu einer Universitätsbibliothek ausgebaut. Lücken im Buchbestand, die in den vorherigen 30 Jahren entstanden waren, wurden durch umfangreiche Buchnachkäufe vermindert. Mit beträchtlichen Sondermitteln konnte neue nationale und internationale Forschungsliteratur nachgekauft werden.
Der Konzentrationsprozess der Humboldt-Universität auf die drei Standorte Campus Adlershof, Campus Mitte sowie Campus Nord schlug sich auch auf die Universitätsbibliothek nieder. So entstand im Jahr 2003 durch die Zusammenlegung der Buchbestände der Fachbereiche Mathematik, Physik, Informatik, Chemie, Geographie und Psychologie auf dem naturwissenschaftlichen Campus in Adlershof im dortigen Erwin-Schrödinger-Zentrum die Zweigbibliothek Naturwissenschaften. Im Jahr 2005 musste die Universitätsbibliothek das Gebäude der Staatsbibliothek verlassen.
Mit dem im Herbst 2009 eröffneten Jacob-und-Wilhelm-Grimm-Zentrum, direkt an der Stadtbahn zwischen dem Bahnhof Friedrichstraße und dem Hauptgebäude der Universität gelegen, erhielten auch die Zentralbibliothek, zwölf ehemalige Zweig- und Teilbibliotheken der Sozial-, Geistes- und Wirtschaftswissenschaften sowie Teile des Computer- und Medienservice erstmals ein modernes Gebäude. Gleichzeitig konnten am Campus-Nord, dem einstweiligen Standort der Zentralbibliothek, die lebenswissenschaftlichen Zweig- und Teilbibliotheken zur Zweigbibliothek Campus-Nord zusammengeführt werden.
Im Jahr 2011 wurde Andreas Degkwitz zum Direktor der Bibliothek berufen.